# HMS Roberts (1915)
«Робертс» (англ. HMS Roberts)  — монітор типу «Еберкормбі» Королівського флоту, який служив під час Першої світової війни.

## Історія створення
«Робертс» був закладений на верфі Swan Hunter у Волсенді 17 грудня 1914 року. Корабель назвали Stonewall Jackson на честь генерала Конфедерації Томаса Джексона. Однак, оскільки Сполучені Штати все ще були нейтральними, корабель було поспішно перейменовано на HMS M4 31 травня 1915 року. Пізніше його ще перейменували на честь фельдмаршала Фредеріка Робертса HMS Earl Roberts 19 червня 1915 року та знову, на HMS Roberts 22 червня 1915 року.

## Історія служби
«Робертс» відплив до Дарданелли в червні 1915 року. Взяв участь у Дарданельській операції. Він залишався у Східному Середземномор'ї до повернення в Англію у лютому 1916 року. До кінця війни корабель перебував у Ярмуті, охороняючи його від набігів німецьких лінійних крейсерів. Корабель вивели зі складу флоту у травні 1919, і початково продали для утилізації у травні 1921, втім Адміралтейство зберегло його для проведення випробувань.
Близько 1925 року корабель розглядали як кандидат на конверсію у мобільну базу дирижабля з причальною щоглою та можливістю заправки, але з цієї пропозиції нічого не було. У 30-х роках монітор використовували для випробування підводного захисту на нових конструкціях військових кораблів. Нарешті він був проданий у вересні 1936 року на верф Уорд (Ward) у Престоні для розбору на метал.